# Leerstoornis
Een leerstoornis is een probleem dat zich voordoet tijdens de prille kinderjaren in het leren van vaardigheden, zoals lezen, schrijven, rekenen, spreken, taal en zelfs bewegingen (motorische vaardigheden). 
Een leerstoornis is een aandoening die zich manifesteert tijdens het intentioneel leren, dat wil zeggen het leren in de klas. Een leerstoornis staat los van de intelligentie van de leerling. De bekendste voorbeelden zijn dyslexie en dyscalculie. 

## Leerproblemen versus leerstoornissen
Leerproblemen kunnen optreden door een onvoldoende stimulerende omgeving, of wanneer er sprake is van een benedengemiddelde intelligentie. Leerproblemen heten ook wel secundaire leerproblemen, ze vallen buiten de directe verantwoordelijkheid van het onderwijs. Een leerling met leerproblemen vertoont leermoeilijkheden in de breedste zin van het woord, ook buiten de schoolse omgeving. 
Leerstoornissen of primaire leerproblemen doen zich specifiek voor binnen de context van het onderwijs. Men vermoedt dat ze erfelijk zijn. Kinderen met leerstoornissen beschikken gewoonlijk over een normale intelligentie. Een belangrijk kenmerk van leerstoornissen is persistentie (voortduren). Dit wil zeggen dat de leerstoornis nooit zal weggaan. Met goede pedagogische en/of logopedische (in Vlaanderen) begeleiding kan de persoon met een leerstoornis geslaagd functioneren in het onderwijssysteem, maar hij/zij zal problemen blijven ondervinden: leerproces, didactiek en leerdoelen moeten worden aangepast aan de persoon. 
Er zijn verschillende problematieken die gepaard kunnen gaan met leerstoornissen. Voorbeelden hiervan zijn ADHD en ernstige spraak- en taalmoeilijkheden.

## Impact
Leerstoornissen kunnen een ingrijpende impact hebben op de persoon in kwestie. Vaak vertonen kinderen met een leerstoornis secundaire (bijkomende) psychosociale problemen, bijvoorbeeld depressie, faalangst, agressie. Essentieel is een goede pedagogische en/of logopedische hulpverlening en een optimale communicatie tussen hulpverleners, ouders en scholen.
Kinderen met leerstoornissen kunnen indien nodig aangepast onderwijs volgen (in Vlaanderen buitengewoon onderwijs Type Basisaanbod).

## Voorbeelden
Voorbeelden van leerstoornissen zijn:
- dyslexie
- dyscalculie
- niet-verbale leerstoornis